# Een spook waart rond in Texas
Een spook waart rond in Texas (Engels: A Spectre is Haunting Texas) is een sciencefictionroman uit 1968 van de Amerikaanse schrijver Fritz Leiber. Het boek verscheen oorspronkelijk als driedelige serie in het magazine Galaxy Science Fiction in juli, augustus en september 1968.

## Verhaal
Na de Derde Wereldoorlog is de Aarde grotendeels vernietigd, de vroegere Verenigde Staten is maar voor een klein deel bewoonbaar meer. Enkel het gebied rond Texas dat nu Groot-Texas is geworden, wordt bewoond. De Groot-Texanen, een soort supermensen geworden door middel van hormonen, heersen over de Mexicaanse slaven. Op een dag komt Christoffer Crockett La Cruz (of 'Scully'), extravert acteur en vrouwengek, in Texas toe. Hij is een bewoner van Circumluna, een satelliet rond de maan met een beperkte zwaartekracht daardoor moet Scully een elektrisch titaniumskelet dragen om zijn zwakke spieren te beschermen. Hij ziet er vreemd uit maar ook tegelijk aantrekkelijk voor de Aardse vrouwen. De Mexies, zoals de Mexicaanse slaven genoemd worden, wrokken over hun lot en bereiden een revolutie voor en zien in hem een symbool en een leider.